# Laminacauda orina
Laminacauda orina là một loài nhện trong họ Linyphiidae.
Loài này thuộc chi Laminacauda. Laminacauda orina được Ralph Vary Chamberlin miêu tả năm 1916.